# Roerdal
Het Roerdal is één Nederlands Natura 2000-gebied met twee deelgebieden bij de rivier de Roer (tussen Vlodrop en de Maas in Roermond).

Plus een derde stuk bij het dorp Posterholt in Nederlands Limburg. De delen liggen in de gemeenten Roerdalen en Roermond.